# Gasparia edwardsi
Gasparia edwardsi là một loài nhện trong họ Toxopidae.
Loài này thuộc chi Gasparia. Gasparia edwardsi được miêu tả năm 1970 bởi Raymond Robert Forster.